# 威廉·维克里
威廉·斯宾塞·维克里（William Spencer Vickrey，1914年6月21日—1996年10月11日），加拿大经济学家、诺贝尔奖得主。
1961年論文〈反投機、拍賣與與密封投標〉替賽局理論創造新的分支拍賣理論。
维克里与詹姆斯·莫理斯一起，以他们对于不對稱資訊條件下的經濟激励理论的贡献，获1996年诺贝尔经济学奖。在获奖消息公布3天之后，维克里就离开了人世。他在哥伦比亚大学的同事、经济学家C·罗威尔·哈里斯帮他接受了这一奖项。

## 作品列表
- 〈反投機、拍賣與與密封投標〉(Counterspeculation, Auctions, and Competitive Sealed Tenders, Journal of Finance, 1961)
- 《累進稅制》(Agenda for Progressive   Taxation, 1972)
- "Fifteen Fatal Fallacies of Financial Fundamentalism: A Disquisition on Demand Side Economics" （页面存档备份，存于）. October 5, 1996.